# Trub
Trub is een gemeente en plaats in het Zwitserse kanton Bern, en maakt deel uit van het district Emmental. Trub telt 1.344 inwoners.

## Geboren
- Elisabeth Baumgartner (1889-1957), Zwitsers schrijfster